# Fierszampienuaz
Fierszampienuaz (ros. Фершампенуаз) – wieś (ros. село, trb. sieło) w Rosji, w rejonie nagajbakskim obwodu czelabińskiego (którego jest centrum administracyjnym), licząca 4368 mieszkańców (2010).
Miejscowość została założona w 1842 jako osada wojskowa przez kozaków orenburskich, a jej nazwa nawiązywać miała do francuskiej miejscowości Fère-Champenoise, w pobliżu której 25 marca 1814 miała miejsce bitwa, w której wojsko rosyjskie, w którym służyli kozacy, wspólnie z żołnierzami bawarskim, austriackimi i pruskimi pokonała Francuzów.
Nadawanie nowo zakładanym osadom nazw dużych europejskich miast, w walkach o które (głównie podczas wojen napoleońskich) brali udział osiedlani w tym rejonie kozacy orenburscy, było typowe dla okolic południowego Uralu w latach 40. XIX wieku – powstały wówczas także m.in. Pariż (od fr. Paris – Paryż), Bierlin, Lejpcig (od niem. Leipzig – Lipsk), czy Warszawka.